# Сопло Лаваля

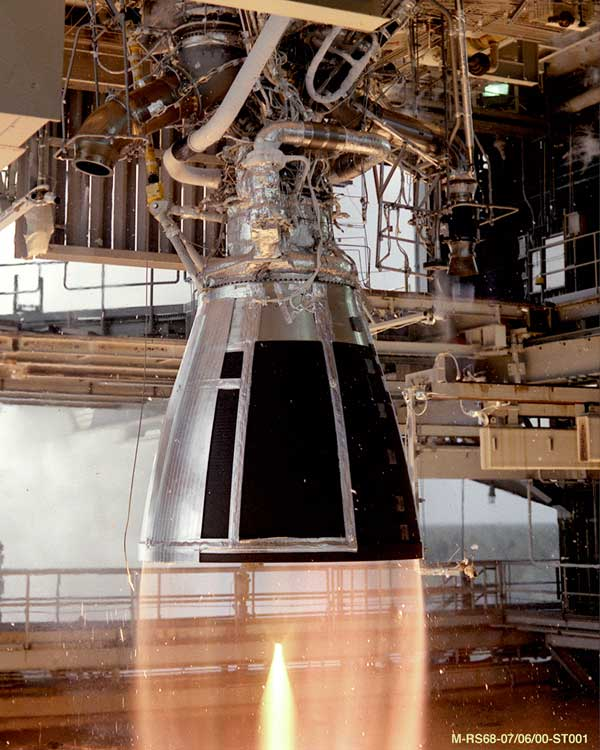
Истечение гиперзвуковой струи из сопла ракетного двигателя RS-68 на огневых испытаниях. NASA, США.

Сопло́ Лава́ля — газовый канал особого профиля (имеющий сужение) для изменения скорости проходящего по нему газового потока, чаще всего для создания сверхзвукового потока. Широко используется на некоторых типах паровых турбин и является важной частью современных ракетных двигателей и сверхзвуковых реактивных авиационных двигателей, в том числе прямоточных сверхзвуковых и гиперзвуковых (в т.ч. ядерных) реактивных двигателей.
В простейшем случае сопло Лаваля может состоять из пары усечённых конусов, сопряжённых узкими концами. Эффективные сопла современных ракетных двигателей профилируются на основании газодинамических расчётов.

## История
Сопло было предложено в 1890 году шведским изобретателем Густафом де Лавалем для паровых турбин.
Приоритет Годдарда на применение сопла Лаваля для ракет подтверждается рисунком в описании изобретения в патенте США U.S. Patent 1 102 653 от 7 июля 1914 года на двухступенчатую твердотопливную ракету, заявленном в октябре 1913 г. (По другим данным, впервые в ракетной технике сопло Лаваля применил в 1896—97 годах Вильгельм Унге, с фирмой которого, «Марс», Лаваль впоследствии сотрудничал). Феномен ускорения газа до сверхзвуковых скоростей в сопле Лаваля был обнаружен в конце XIX в. экспериментальным путём. Позже это явление нашло теоретическое объяснение в рамках газовой динамики.
В России в ракетном двигателе сопло Лаваля впервые было использовано генералом М. М. Поморцевым в 1915 г.
В ноябре 1915 года он обратился в Аэродинамический институт с проектом боевой пневматической ракеты.
Ракета Поморцева приводилась в движение сжатым воздухом, что существенно ограничивало её дальность, но делало бесшумной. Ракета предназначалась для стрельбы из окопов по вражеским позициям. Боеголовка начинялась тротилом. В ракете Поморцева было по крайней мере два интересных конструктивных решения: в двигателе имелось сопло Лаваля, а с корпусом был связан кольцевой стабилизатор.

## Принцип действия
При анализе течения газа в сопле Лаваля принимаются следующие упрощающие допущения:
- Газ считается идеальным - в таком случае скорость звука зависит только от температуры.
- Газовый поток является изоэнтропным (то есть имеет постоянную энтропию, силы вязкого трения и диссипативные потери не учитываются) и, как следствие, адиабатическим (то есть теплота не подводится и не отводится).
- Газовое течение является стационарным и одномерным, то есть в любой фиксированной точке сопла все параметры потока постоянны во времени и меняются только вдоль оси сопла, причём во всех точках выбранного поперечного сечения параметры потока одинаковы, а вектор скорости газа всюду параллелен оси симметрии сопла.
- Массовый расход газа одинаков во всех поперечных сечениях потока.
- Влияние всех внешних сил и полей (в том числе гравитационного) пренебрежимо мало.
- Ось симметрии сопла совпадает с пространственной координатой {\displaystyle x}.

Отношение локальной скорости {\displaystyle v} к локальной скорости звука {\displaystyle C} обозначается числом Маха, которое также понимается локальным, то есть зависимым от координаты {\displaystyle x}:
Из уравнения состояния идеального газа следует: {\displaystyle {\frac {dp}{d\rho }}=C^{2}}, здесь {\displaystyle \rho } — локальная плотность газа, {\displaystyle p} — локальное давление.
С учётом этого, а также с учётом стационарности и одномерности потока уравнение Эйлера принимает вид:
что, учитывая (1), преобразуется в
Уравнение (2) является ключевым в данном рассуждении.
Рассмотрим его в следующей форме:
Величины {\displaystyle {\frac {1}{\rho }}{\frac {d\rho }{dx}}} и {\displaystyle {\frac {1}{v}}{\frac {dv}{dx}}} характеризуют относительную степень изменяемости по координате {\displaystyle x} плотности газа и его скорости соответственно. Причем уравнение (2.1) показывает, что соотношение между этими величинами равно квадрату числа Маха (знак минус означает противоположную направленность изменений: при возрастании скорости плотность убывает). Таким образом, на дозвуковых скоростях {\displaystyle (M<1)} плотность меняется в меньшей степени, чем скорость, а на сверхзвуковых {\displaystyle (M>1)} — наоборот. Как будет видно дальше, это и определяет сужающуюся-расширяющуюся форму сопла.
Поскольку массовый расход газа постоянен:
где {\displaystyle A} — площадь местного сечения сопла,
дифференцируя обе части этого уравнения по {\displaystyle x}, получаем:
.
После подстановки из (2) в это уравнение, получаем окончательно:
Заметим, что при увеличении скорости газа в сопле знак выражения
{\displaystyle {\frac {A}{v}}\cdot {\frac {dv}{dx}}} положителен и, следовательно, знак производной {\displaystyle {\frac {dA}{dx}}} определяется знаком выражения: {\displaystyle ({M^{2}-1})}

Иллюстрация работы сопла Лаваля. По мере движения газа по соплу, его абсолютная температура Т и давление Р снижаются, а скорость V возрастает. М — число Маха.

Из чего можно сделать следующие выводы:
- Дозвуковое течение {\displaystyle (M<1)} ускоряется при сужении сопла (производная {\displaystyle {\frac {dA}{dx}}<0}).
- Сверхзвуковое течение {\displaystyle (M>1)} ускоряется, если сопло расширяется (производная {\displaystyle {\frac {dA}{dx}}>0}).
- При движении газа со скоростью звука {\displaystyle (M=1)} площадь поперечного сечения должна достичь экстремума (производная {\displaystyle {\frac {dA}{dx}}=0}), то есть имеет место самое узкое сечение сопла, называемое критическим.

Итак, на сужающемся, докритическом участке сопла движение газа происходит с дозвуковыми скоростями. В самом узком, критическом сечении сопла локальная скорость газа достигает звуковой. На расширяющемся, закритическом участке, газовый поток движется со сверхзвуковыми скоростями.
Перемещаясь по соплу, газ расширяется, его температура и давление падают, а скорость возрастает. Внутренняя энергия газа преобразуется в кинетическую энергию его направленного движения. КПД этого преобразования в некоторых случаях (например, в соплах современных ракетных двигателей) может превышать 70 %, что значительно превосходит КПД реальных тепловых двигателей всех других типов. Это объясняется тем, что рабочее тело не передаёт механическую энергию никакому посреднику (поршню или лопастям турбины). В других тепловых двигателях на этой передаче имеют место значительные потери. Кроме того, газ, проходя через сопло на значительной скорости, не успевает передать его стенкам заметное количество своей тепловой энергии, что позволяет считать процесс адиабатическим.

## Скорость истечения газа из сопла
Из уравнения состояния идеального газа, и баланса энергии в газовом потоке выводится формула расчёта линейной скорости истечения газа из сопла Лаваля:
где
{\displaystyle v_{e}} — скорость газа на выходе из сопла, м/с,
{\displaystyle T} — абсолютная температура газа на входе,
{\displaystyle R} — универсальная газовая постоянная {\displaystyle R=8,31} Дж/(моль·К),
{\displaystyle M} — молярная масса газа, кг/моль,
{\displaystyle k} — показатель адиабаты {\displaystyle k=c_{p}/c_{v}},
{\displaystyle c_{p}} — удельная теплоёмкость при постоянном давлении, Дж/(моль·К),
{\displaystyle c_{v}} — удельная теплоёмкость при постоянном объеме, Дж/(моль·К),
{\displaystyle p_{e}} — абсолютное давление газа на выходе из сопла, Па
{\displaystyle p} — абсолютное давление газа на входе в сопло, Па.

## Функционирование в среде
При работе сопла Лаваля в непустой среде (чаще всего речь идет об атмосфере) сверхзвуковое течение может возникнуть только при достаточно большом избыточном давлении газа на входе в сопло по сравнению с давлением окружающей среды.
В общем случае удельный импульс сопла Лаваля (при работе как в среде, так и в пустоте) определяется выражением:
Здесь {\displaystyle v_{e}} — скорость истечения газа из сопла, определяемая по формуле (4); {\displaystyle A} — площадь среза сопла; {\displaystyle p_{e}} — давление газа на срезе сопла; {\displaystyle p_{o}} — давление окружающей среды; {\displaystyle {\dot {m}}} — секундный массовый расход газа через сопло.
Из выражения (5) следует, что удельный импульс и, соответственно, тяга ракетного двигателя в пустоте (при {\displaystyle p_{o}=0}) всегда выше, чем в атмосфере. Это находит отражение в характеристиках реальных ракетных двигателей: обычно для двигателей, работающих в атмосфере, указываются по два значения для удельного импульса и тяги — в пустоте и на уровне моря (например, РД-107).
Зависимость характеристик двигателя от давления газа на срезе сопла {\displaystyle p_{e}} носит более сложный характер: как следует из уравнения (4), {\displaystyle v_{e}} растёт с убыванием {\displaystyle p_{e}}, а добавка {\displaystyle {\frac {A_{e}}{m{'}}}\cdot (p_{e}-p_{o})} — убывает, и при {\displaystyle p_{e}<p_{o}} становится отрицательной.
При фиксированном расходе газа и давлении на входе в сопло величина {\displaystyle p_{e}} зависит только от площади среза сопла, которую обычно характеризуют относительной величиной — степенью расширения сопла — отношением площади конечного среза к площади критического сечения. Чем больше степень расширения сопла, тем меньше давление {\displaystyle p_{e}}, и тем больше скорость истечения газа {\displaystyle v_{e}}.
Рассматривая соотношение давления на срезе сопла и давления окружающей среды, выделяют следующие случаи.
- {\displaystyle p_{e}=p_{o}} — оптимальный режим расширения сопла, при котором удельный импульс достигает максимального значения (при прочих равных условиях). При этом, как следует из уравнения (5), удельный импульс становится численно равным скорости истечения газа {\displaystyle v_{e}}.

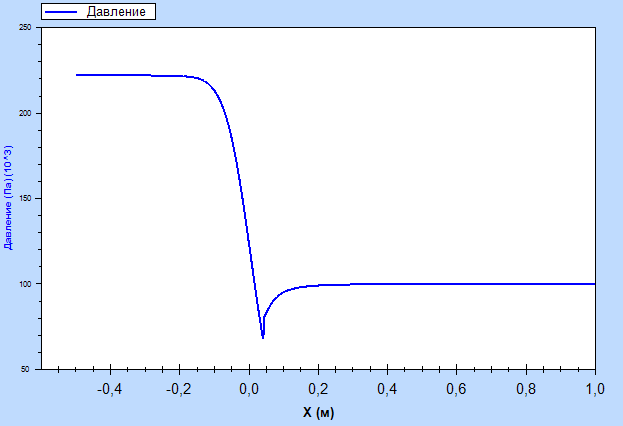
Иллюстрация работы радиусо-конического сопла на режиме перерасширения. Видно что отрыв потока произошел в сечении 0,04 метра.

- {\displaystyle p_{e}<p_{o}} — режим перерасширения. Уменьшение степени расширения сопла (несмотря на уменьшение скорости истечения газа) приведёт к увеличению удельного импульса. При проектировании ракетных двигателей первых ступеней ракет конструкторы часто сознательно идут на перерасширение, поскольку с набором ракетой высоты атмосферное давление падает, уравнивается с давлением на срезе сопла, и удельный импульс двигателя возрастает. Таким образом, жертвуя тягой в начале полёта, получают преимущество на последующих его стадиях, что, как показывают расчёты и практика, в сумме даёт выигрыш в конечной скорости ракеты.

Однако, при значительном превышении давления окружающей среды над давлением в газовом потоке, в нём возникает обратная ударная волна, которая распространяется против потока со сверхзвуковой скоростью, тем большей, чем больше перепад давления на её фронте, что приводит к срыву сверхзвукового течения газа в сопле (полному или частичному). Это явление может стать причиной автоколебательного процесса, когда сверхзвуковое движение газа в сопле периодически возникает и срывается с частотой от нескольких герц до десятков герц. Для сопел ракетных двигателей, в которых происходят процессы большой мощности, эти автоколебания являются разрушительными, не говоря о том, что эффективность двигателя в таком режиме резко падает. Это накладывает ограничение на степень расширения сопла, работающего в атмосфере.

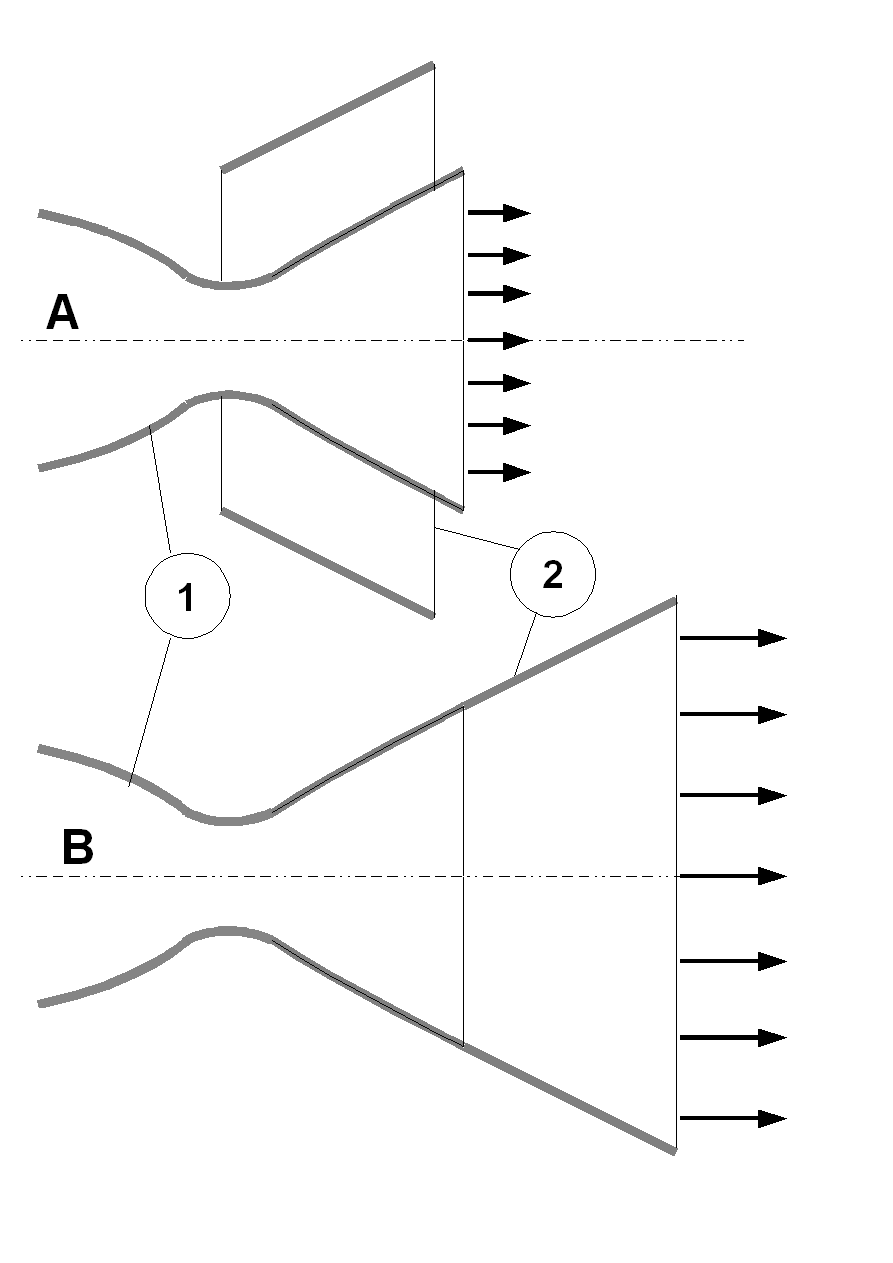
Регулирование степени расширения сопла с насадком.
1 — собственно сопло Лаваля;
2 — сопловой насадок;
А — положение насадка при работе в нижних, наиболее плотных, слоях атмосферы;
В — положение насадка на большой высоте.

- {\displaystyle p_{e}>p_{o}} — режим недорасширения. Недорасширение означает, что не вся внутренняя энергия газа израсходована на его ускорение и, увеличив степень расширения сопла, можно добиться увеличения скорости истечения газа и удельного импульса. В пустоте (при {\displaystyle p_{o}=0}) полностью избежать недорасширения невозможно.

При подстановке {\displaystyle p_{e}=0} в формулу (4) получается теоретический предел скорости истечения в пустоте, определяемый внутренней энергией газа:
К этому пределу асимптотически стремится скорость истечения при неограниченном увеличении степени расширения сопла, при этом увеличивается длина, диаметр выходного сечения, и, следовательно, вес сопла. Конструктор сопла, работающего в пустоте, должен принять решение: при какой степени расширения дальнейшее увеличение размера и веса сопла не стоит того увеличения скорости истечения, которое может быть достигнуто в результате. Такое решение принимается на основании всестороннего рассмотрения функционирования всего аппарата в целом.
Вышесказанное объясняет то обстоятельство, что ракетные двигатели, работающие в плотных слоях атмосферы, как правило, имеют степень расширения меньшую, чем двигатели, работающие в пустоте. Например, у двигателя F-1 первой ступени носителя Сатурн-5 степень расширения составляет 16:1, а RL 10B-2 — двигатель, используемый NASA на ускорителях межпланетных зондов, имеет степень расширения равную 250:1.
Стремление добиться эффективной работы двигателя как на Земле, так и на высоте заставляет конструкторов искать технические решения, позволяющие достигнуть эту цель. Одним из таких решений явился подвижный сопловой насадок — «продолжение» сопла, которое пристыковывается к нему по достижении ракетой разреженных слоёв атмосферы, увеличивая, таким образом, степень расширения сопла. Схема действия насадка изображена на рисунке справа. Эта схема была практически реализована, в частности, в конструкции двигателя НК-33-1.

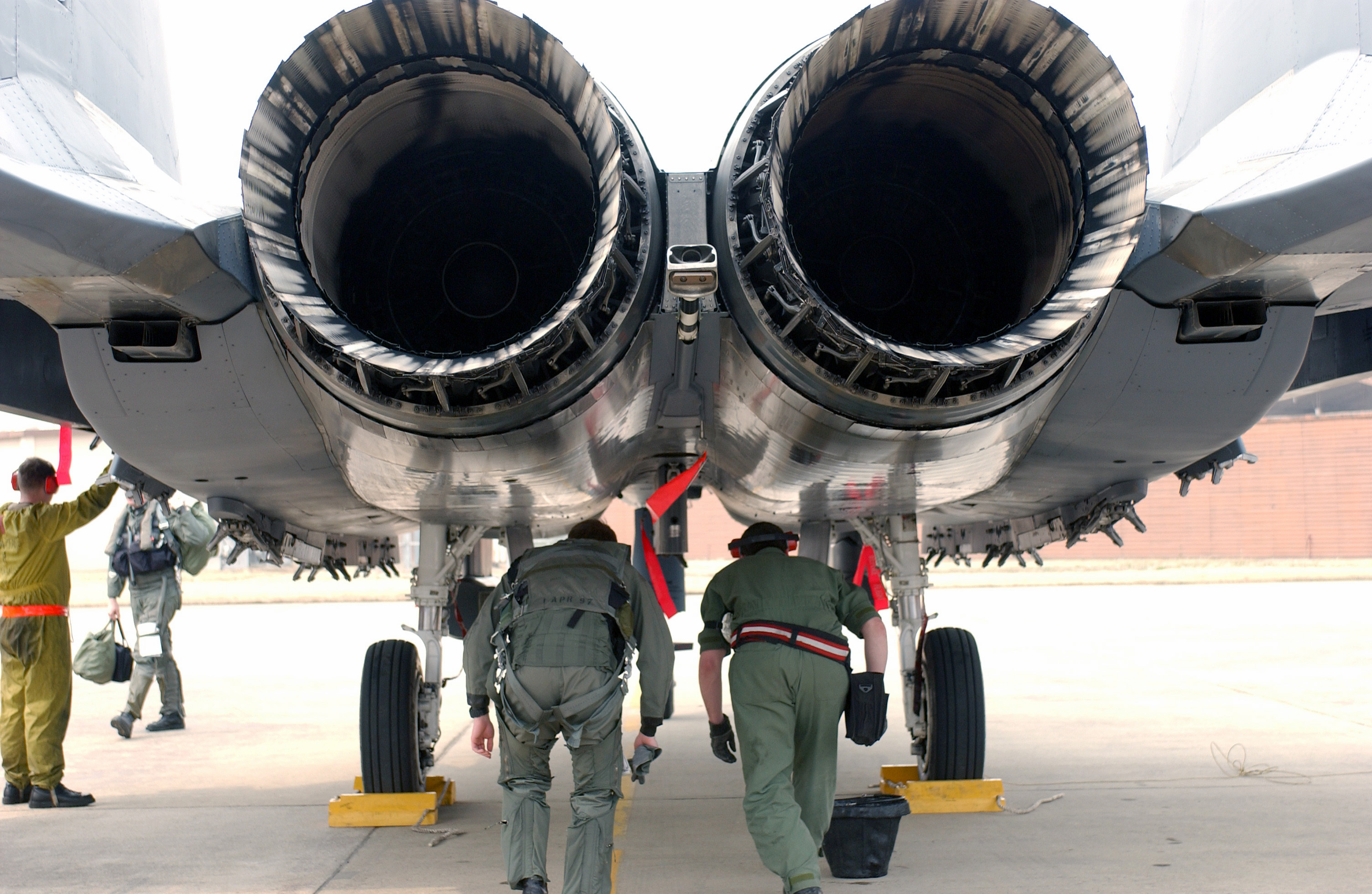
Регулируемые сопла истребителя F-15

Проблема оптимизации степени расширения сопла очень актуальна и при разработке авиационных реактивных двигателей, поскольку самолёт предназначен для полётов в широком диапазоне высот, а от удельного импульса его двигателей в сильной мере зависит экономичность и, следовательно, дальность полёта. В современных турбореактивных двигателях применяются регулируемые сопла Лаваля. Такие сопла состоят из продольных пластин, имеющих возможность перемещения друг относительно друга, со специальным механизмом с гидравлическим или пневматическим приводом, позволяющим в полёте изменять площадь выходного и/или критического сечений, и, таким образом, добиваться оптимальной степени расширения сопла при полёте на любой высоте. Регулирование площади проходных сечений выполняется, как правило, автоматически специальной системой управления. Этот же механизм позволяет по команде пилота изменять в некоторых пределах и направление реактивной струи, а следовательно, направление вектора тяги, что существенно повышает маневренность самолёта.